# Prototyla
Prototyla is een geslacht van vlinders van de familie grasmotten (Crambidae), uit de onderfamilie Spilomelinae.

## Soorten
- P. alopecopa Meyrick, 1933
- P. haemoxantha Meyrick, 1935